# غرانت لورانس
غرانت لورانس هو مقدم برامج إذاعية كندي، ولد في 31 يوليو 1971 في فانكوفر في كندا.

## وصلات خارجية
- الموقع الرسمي
- غرانت لورانس على موقع ميوزك برينز (الإنجليزية)